# Arroyo de Salinas
El arroyo de Salinas es un pequeño curso fluvial del Valle de Valdebezana, que nace en Cilleruelo de Bezana, pasa por Virtus, y ya en Bezana desemboca en el arroyo de la Gándara. Es una corriente de agua de media pendiente (Alrededor de 2 grados sexagesimales), y un recorrido bastante recto. 
Tiene una longitud estimada de 1,3 km y está orientado hacia el sureste. Además, genera un valle abierto, más concretamente de tipo extenso.